# 未体験ゾーン
『未体験ゾーン』（みたいけんゾーン）は、日本のミクスチャーロックバンド、山嵐の2枚目のアルバムである。

## 収録曲
1. 未体験ゾーン (2:58) [1]
2. 孤独なスペース (3:10) [1]
  - ベース担当の武史が、一部ボーカル参加している。
3. LOOP (3:14) [1]
4. 犯行 (1:02) [1]
  - メロディーが無く、誰かが犯行を犯している音が入っている、次曲のイントロとなっている。
5. 犯人 (4:28) [1]
6. 逃亡生活 (2:53) [1]
7. 手の平のSHOW (3:23) [1]
  - ほぼKOJIMA一人によって歌われている。
8. 牙城feat. 浩久 (3:23) [1]
  - STONE HEADSのギタリストである浩久が参加した曲。歌詞カードには、Additional Guitarと書かれている。
9. 台選び (0:33) [1]
  - メロディーが無く、スロットへ行き、台を選んでいる時の足音や周りの音が入った、次曲のイントロとなっている。
10. リール制御 (2:59) [1]
11. 跳 (2:29) [1]
12. 未開 '99 (3:29) [1]
  - 未開シリーズのひとつ。11枚目のアルバム『湘南未来絵図』には、同曲の最新版である「未開の地から '06」が収録されている。
13. 嵐2000 feat. ラッパ我リヤ (4:01) [1]
  - ラッパ我リヤのQと山田マンが参加している。過去に山嵐やラッパ我リヤが別の曲で書いた歌詞が、一部SATOSHIパートで歌われている。
14. 財宝 (3:31) [1]
  - サビに英語の部分があるが、実際には歌われておらず、KOJIMAが違うことをコーラスで歌っている。